# Joe Fulks
Joseph Franklin Fulks, detto Joe (Birmingham, 26 ottobre 1921 – Eddyville, 21 marzo 1976), è stato un cestista statunitense, professionista nella BAA e nella NBA.

## Statistiche
| † | Denota le stagioni in cui ha vinto il titolo |
| * | Primo nella lega                             |

### BAA-NBA

#### Regular season
| Anno     | Squadra                | PG  | PT | MP   | TC%  | 3P% | TL%   | RP  | AP  | PRP | SP | PP    |
| -------- | ---------------------- | --- | -- | ---- | ---- | --- | ----- | --- | --- | --- | -- | ----- |
| 1946-47† | Philad. Warriors (BAA) | 60  | -  | -    | 30,5 | -   | 73,0  | -   | 0,4 | -   | -  | 23,2* |
| 1947-48  | Philad. Warriors       | 43  | -  | -    | 25,9 | -   | 76,2  | -   | 0,6 | -   | -  | 22,1* |
| 1948-49  | Philad. Warriors (BAA) | 60  | -  | -    | 31,3 | -   | 78,7  | -   | 1,2 | -   | -  | 26,0  |
| 1949-50  | Philad. Warriors (NBA) | 68  | -  | -    | 27,8 | -   | 69,6  | -   | 0,8 | -   | -  | 14,2  |
| 1950-51  | Philad. Warriors       | 66  | -  | -    | 31,6 | -   | 85,5* | 7,9 | 1,8 | -   | -  | 18,7  |
| 1951-52  | Philad. Warriors       | 61  | -  | 31,2 | 31,2 | -   | 82,5  | 6,0 | 2,0 | -   | -  | 15,1  |
| 1952-53  | Philad. Warriors       | 70  | -  | 29,8 | 34,6 | -   | 72,7  | 5,5 | 2,0 | -   | -  | 11,9  |
| 1953-54  | Philad. Warriors       | 61  | -  | 8,2  | 26,6 | -   | 57,1  | 1,7 | 0,5 | -   | -  | 2,5   |
| Carriera | Carriera               | 489 | -  | 23,4 | 30,2 | -   | 76,6  | 5,3 | 1,2 | -   | -  | 16,4  |

#### Playoffs
| Anno     | Squadra                | PG  | PT | MP   | TC%  | 3P% | TL%  | RP  | AP  | PRP | SP | PP    |
| -------- | ---------------------- | --- | -- | ---- | ---- | --- | ---- | --- | --- | --- | -- | ----- |
| 1947†    | Philad. Warriors (BAA) | 10  | -  | -    | 28,8 | -   | 78,7 | -   | 0,3 | -   | -  | 22,2* |
| 1948     | Philad. Warriors       | 13* | -  | -    | 24,2 | -   | 81,0 | -   | 0,2 | -   | -  | 21,7* |
| 1949     | Philad. Warriors (BAA) | 1   | -  | -    | -    | -   | -    | -   | 0,0 | -   | -  | 0,0   |
| 1950     | Philad. Warriors (NBA) | 2   | -  | -    | 19,2 | -   | 50,0 | -   | 1,0 | -   | -  | 7,5   |
| 1951     | Philad. Warriors       | 2   | -  | -    | 32,7 | -   | 74,1 | 8,0 | 0,5 | -   | -  | 26,0  |
| 1952     | Philad. Warriors       | 3   | -  | 23,3 | 15,2 | -   | 77,8 | 4,0 | 0,7 | -   | -  | 5,7   |
| Carriera | Carriera               | 31  | -  | 23,3 | 25,8 | -   | 78,2 | 5,6 | 0,4 | -   | -  | 19,0  |

## Palmarès
- Campione BAA (1947)
- 3 volte All-BAA First Team (1947, 1948, 1949)
- All-NBA Second Team (1951)
- 2 volte NBA All-Star (1951, 1952)
- Miglior marcatore BAA (1947)
- Miglior tiratore di liberi NBA (1951)
- Incluso tra i 10 migliori giocatori nel venticinquesimo anniversario della NBA